# Macromitrium ochraceoides
Macromitrium ochraceoides är en bladmossart som beskrevs av Hugh Neville Dixon 1935. Macromitrium ochraceoides ingår i släktet Macromitrium och familjen Orthotrichaceae. Inga underarter finns listade i Catalogue of Life.